# Aleksandr Marinesko
Aleksandr Marinesko (în rusă Александр Иванович Маринеско, în ucraineană Олександр Iвановiч Марiнеско, în română Alexandru Marinescu, Aleksandr Ivanovici Marinesko, Alexander Marinesco; n. 15 ianuarie 1913, Odesa – d. 25 noiembrie 1963, Leningrad) a fost un ofițer de marină sovietic. În cel de-al doilea război mondial a fost căpitanul submarinului sovietic S-13, care la 30 ianuarie 1945 a torpilat și scufundat vasul german Wilhelm Gustloff, cu peste 10.000 de refugiați la bord, dintre care peste 9.000 au murit în catastrofa respectivă.

## Biografie
Aleksandr Marinesko s-a născut în anul 1913 la Odesa, în familia fostului marinar militar român Ion Marinescu (stabilit în Ucraina la 1893), căsătorit cu Tatiana Koval (ucraineancă), originară din satul Lohvițî, regiunea Poltava. După absolvirea a 6 clase a mers în ucenicie la marină. Având rezultate bune și fiind sârguincios, a fost repartizat la o școală maritimă pentru copii, după absolvirea căreia a mers pe diverse vase ale flotei de pe Marea Neagră în calitate de marinar de categoria 1. În 1930 a intrat în Colegiul marin din Odesa pe care l-a absolvit în 1933. După absolvire a fost locțiitor trei, locțiitor doi, apoi căpitanul navelor „Ilici” și „Flota Roșie”. În noiembrie 1933 a fost mobilizat (după alte surse, a mers benevol, pe filiera comsomolului) la cantonamente speciale „comsostav” ale flotei din Marea Neagră. După absolvirea lor a fost numit navigator pe submarinul Щ-306 (numit „Știuca”, «Пикша») al flotei din Marea Baltică.
În martie 1936, după introducerea noilor grade militare în flota sovietică, Aleksandr Marinesko primește gradul de locotenent, iar în noiembrie 1938 gradul de locotenent-major. După absolvirea cursurilor de perfecționare la Detașamentul de înot submarin, a fost decorat cu ordinul Steaua Roșie, apoi devine locțiitor al comandantului pe submarinul Л-1 («Ленинец»), apoi comandant pe submarinul ПЛ М-96. Având rezultate excelente la pregătirea politico-militară, în 1940 este avansat la gradul de căpitan-locotenent și primește ca premiu un ceas de aur. În 1942 a fost decorat cu Ordinul Lenin pentru contribuția la căutarea mașinii de cifrare a mesajelor „Enigma”. În 1944 a atacat cu tunul din dotarea submarinului vasul german „Siegfried”, căruia i-a provocat avarii majore ce au dus la scufundarea acestuia. A fost decorat cu Ordinul Steagul Roșu.
În timpul celui de-al Doilea Război Mondial a participat, în calitate de comandant de submarin, la numeroase lupte navale. A intrat în istorie prin atacul nocturn de la 30 ianuarie 1945, când a torpilat și scufundat nava germană Wilhelm Gustloff, care avea 10582 de oameni la bord (dintre care 8956 erau refugiați, majoritatea bătrâni, femei și copii). A fost cea mai mare navă scufundată de sovietici în cel de-al doilea război mondial.
După război și demobilizare, Marinesko a devenit alcoolic și chiar a fost condamnat la trei ani de închisoare, pentru furt, ispășiți în orașul-port Vanino, în Extremul Orient al Rusiei, în nordul Mării Japoniei. A murit pe 25 noiembrie 1963, la Leningrad.

## Cariera militară

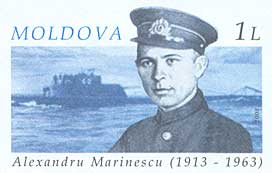
Chipul lui Marinescu a fost imortalizat pe un timbru din Republica Moldova (2008)

Din primele zile ale războiului, submarinul М-96, al cărui comandant era Aleksandr Marinesko, și care fusese inițial dislocat la Paldiski, apoi la Talin, a ocupat poziții de luptă în golful Riga, nepurtând însă lupte directe cu flota inamică. În august 1941 acest submarin era programat să fie trecut în Marea Caspică, pentru a servi ca submarin de instrucție navală, dar planul nu a mai fost realizat. În octombrie 1941, Marinesko a fost exclus din calitatea de candidat la intrarea în Partidul Comunist al Uniunii Sovietice, datorită consumului excesiv de alcool și organizării jocurilor de noroc în divizionul de submarine (în același timp, comisarul politic al divizionului, care admisese aceste acte de indisciplină, a fost condamnat la zece ani de detenție în lagăr, cu suspendarea condamnării și trimiterea pe front). La 14 februarie 1942 submarinul М-96 a fost deteriorat de un obuz de artilerie și s-a aflat jumătate de an în reparații. Doar la 12 august 1942, М-96 a ieșit din nou pe mare, în misiune de luptă. La 14 august 1942 submarinul a atacat bateria plutitoare de calibru greu germană (în germană schwerer Artillerie-Träger) SAT-4 „Helene”.

## „Atacul secolului”
La 30 ianuarie 1945 submarinul sovietic S-13, comandat de Aleksandr Marinesko, a atacat și scufundat prin torpilare liderul gigant al flotei germane Wilhelm Gustloff, pe care se aflau 10582 oameni: 918 cursanți ai divizionului 2 de instruire al echipajelor de submarine, 173 de membri ai echipajului, 373 de femei din componența grupării navale auxiliare, 162 militari răniți și 8956 refugiați (majoritatea bătrâni, femei și copii). Wilhelm Gustloff naviga fără nave de escortă (contratorpilorul TF-19, care o însoțise inițial, s-a întors în port după ce a suferit o coliziune cu o stâncă submarină, fiind însoțit de a două navă din escortă - «Löwe»). Din lipsă de combustibil, Wilhelm Gustloff se deplasa rectiliniar, fără a face zigzaguri antisubmarine; de asemenea, având bordajul deteriorat în urma bombardamentelor se deplasa cu o viteză de doar 12 noduri.
Atacul asupra navei Wilhelm Gustloff a fost numit în periodicele timpului atacul secolului, iar lui Marinesko i s-a dat supranumele Submarinistul nr. 1.
În timpul aceleiași misiuni de luptă, submarinul S-13 a mai scufundat, la 9 februarie 1945, și vasul de transport naval General Steuben, cu 3.600 de ofițeri și soldați la bord.
Ca rezultat al misiunii de luptă din 30 ianuarie - 9 februarie 1945 Marinesko a fost propus pentru conferirea titlului de Erou al URSS, însă din motive rămase necunoscute titlul nu i s-a conferit, ulterior fiind decorat cu ordinul Drapelul Roșu.

## Onoruri
În 1990 i s-a decernat, postum, titlul de Erou al Uniunii Sovietice.
Pe o casă de pe una dintre străzile principale din orașul-port Kronstadt (a doua bază navală a Flotei Baltice) există o placă de marmură care evidențiază faptul că în acel imobil a locuit comandantul Marinesko, Erou al Uniunii Sovietice. Onoruri speciale i s-au adus la Odesa, unde o stradă îi poartă numele, o placă a fost pusă la Școala de marină unde s-a pregătit Marinesko - școală care azi îi poartă numele, și o altă placă memorială pe casa în care a locuit. O navă de marfă de 1776 t (din flota comercială a Rusiei) a fost botezată Aleksandr Marinesko. De asemenea, statuia dedicată submariniștilor aflată în orașul-port Kaliningrad (portul principal al Flotei Baltice) îl înfățișează pe Aleksandr Marinesko la bordul submarinului său. Faleza din Kaliningrad îi poartă numele, ca și un cartier din Sevastopol. Strada din Leningrad (Sankt Petersburg) pe care a locuit îi poartă acum numele. De asemenea, Muzeul forțelor navale submarine din Leningrad poartă numele „Aleksandr Marinesko”.
Marinesko este unul din personajele principale ale nuvelei Im Krebsgang („În mersul racului”), scrisă de Günter Grass, care are ca temă scufundarea navei Wilhelm Gustloff.
Figura legendarului comandant apare în două filme (Să uitați de întoarcere, 1985 și Primul după Dumnezeu, 2005).
El apare și în romanul Drumul sângelui scris de laureatul Premiul Nobel pentru literatură Gunther Grass.